# Gulaphaenops
Gulaphaenops is een geslacht van kevers uit de familie van de loopkevers (Carabidae). De wetenschappelijke naam van het geslacht is voor het eerst geldig gepubliceerd in 1987 door Ueno.

## Soorten
Het geslacht Gulaphaenops is monotypisch en omvat slechts de volgende soort:
- Gulaphaenops leptodiroides Ueno, 1987